# Dicheniotes dispar
Dicheniotes dispar är en tvåvingeart som först beskrevs av Mario Bezzi 1924.  Dicheniotes dispar ingår i släktet Dicheniotes och familjen borrflugor. Inga underarter finns listade i Catalogue of Life.